# Горло

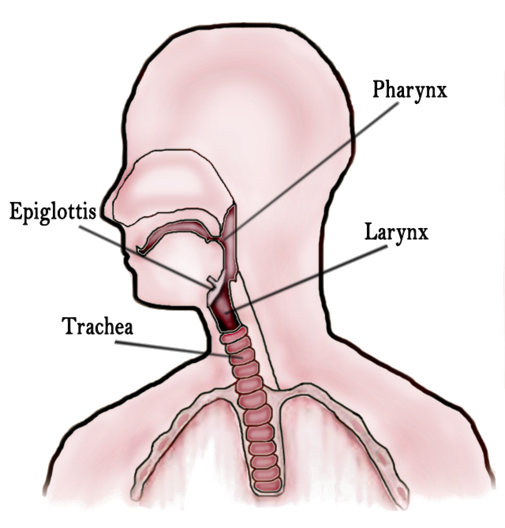
Діаграма людського горла

Го́рло, заст. ґарґа́ло — передня частина шиї перед хребтом, всередині якої міститься початок стравоходу і дихальних шляхів. Складається з зіву та гортані. Важливою особливістю горла є надгортанник — спеціальний клапан, який відокремлює стравохід від трахеї і запобігає інгаляції їжі чи напою.
Горло містить різні кровоносні судини, ротові м'язи, трахею (дихальне горло) і стравохід. Під'язикова кістка і ключиця[джерело?] є єдиними кістками розміщеними в горлі ссавців.